# Nicholas Bourne, Baron Bourne of Aberystwyth

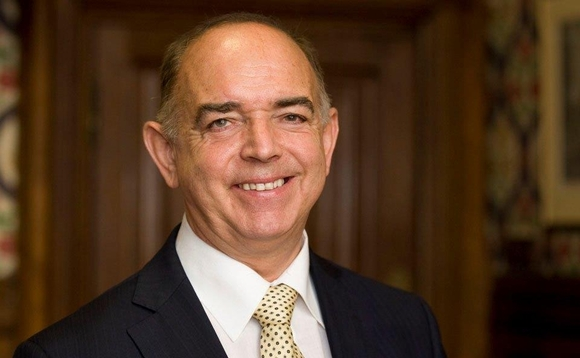
Nicholas Bourne, Baron Bourne of Aberystwyth

Nicholas Henry Bourne, Baron Bourne of Aberystwyth (* 1. Januar 1952 in Newark) ist ein walisischer Politiker der Conservative Party. Er war Vorsitzender der walisischen Konservativen und Mitglied der walisischen Nationalversammlung. Im September 2013 wurde er zum Life Peer ernannt.

## Ausbildung und berufliche Laufbahn
Bourne besuchte die King Edward VI School in Chelmsford und studierte an der Aberystwyth University in Wales sowie am Trinity College in Cambridge. Er ist Mitglied der Anwaltskammer Gray’s Inn.
Bourne lehrte Recht an verschiedenen Einrichtungen, darunter das St Catherine’s College, die South Bank University, die Swansea Law School, wo er auch Dekan war, und andere. Er schrieb mehrere Bücher zu Rechtsthemen.

## Politische Karriere
Bei der britischen Unterhauswahl 1983 war Bourne Kandidat der Konservativen für den Wahlkreis Chesterfield, ebenso bei der Nachwahl im darauf folgenden Jahr. 1997 trat er noch einmal bei der britischen Unterhauswahl an, diesmal für den Wahlkreis Worcester.
Bourne trat gegen die Einrichtung eines walisischen Regionalparlaments ein und leitete 1997 die erfolglose Kampagne „Just Say No“. Bei den ersten Wahlen zur neuen walisischen Nationalversammlung 1999 wurde er dann als Vertreter der Region Mid and West Wales gewählt. Den Sitz in der Nationalversammlung behielt er bis 2011.
Von 1999 bis 2011 war Bourne Parteivorsitzender der walisischen Konservativen. Von 2007 bis 2011 war er Oppositionsführer in der walisischen Nationalversammlung.
Am 9. September 2013 wurde Bourne als Baron Bourne of Aberystwyth, of Aberystwyth in the County of Ceredigion and of Wethersfield in the County of Essex, zum Life Peer ernannt und hat somit einen Sitz im House of Lords.

## Skandale
Im September 2008 veröffentlichten die walisischen Konservativen ein Dokument, in dem der First Minister von Wales, Rhodri Morgan, persönlich angegriffen wurde. Zunächst distanzierte sich Bourne von dem Dokument, das ohne sein Wissen veröffentlicht worden sei. Später musste er zugeben, dass er selbst das Dokument zur Veröffentlichung freigegeben hatte.
Wenig später wurde Bourne aus den eigenen Reihen angegriffen. Seine Führungsqualitäten wurden in Zweifel gezogen, ein Führungswechsel angestrebt. Zuvor waren Bournes Spesenabrechnungen öffentlich geworden, die unter anderem einen iPod und kostspielige Badrenovierungen enthielten.